# 김재천 (1947년)
김재천(1947년 1월 9일~)은 대한민국의 정치인이다. 제15대 국회의원을 지냈다.

## 역대 선거 결과
|  | 9.91% |

|  | 40.72% |

|  | 8.81% |

|  | 31.02% |

|  | 48.94% |

|  | 39.16% |

|  | 12.21% |

|  | 9.67% |

|  | 9.04% |